# 최영완 (야구 선수)
최영완(崔榮浣, 1976년 5월 3일 ~ )은 KBO 리그의 전 KIA 타이거즈의 투수이다.

## 선수 경력
- 1999년 해태의 2차 3순위 지명을 받아 입단하였으며, 5년 뒤인 2004년 은퇴하였다.

## 그의 형
- 그의 형은 전 KIA 타이거즈의 투수 최영필이다.

## 출신학교
- 유신고등학교
- 경희대학교